# Nakano
Nakano (中野区, Nakano-ku) és un municipi i districte especial de Tòquio, a la regió de Kantō, Japó. Degut a la seua condició de municipi, Nakano també és conegut en anglés i oficialment pel govern local com a «ciutat de Nakano» (Nakano City).
Nakano és un districte mixt, amb zones residencials i altres comercials. El centre neuràlgic del districte es troba al voltant de l'estació de Nakano amb els coneguts carrers comercials Nakano Broadway i Nakano Sunmall. Un monument símbol del districte és, sens dubte, el Nakano Sunplaza.

## Geografia

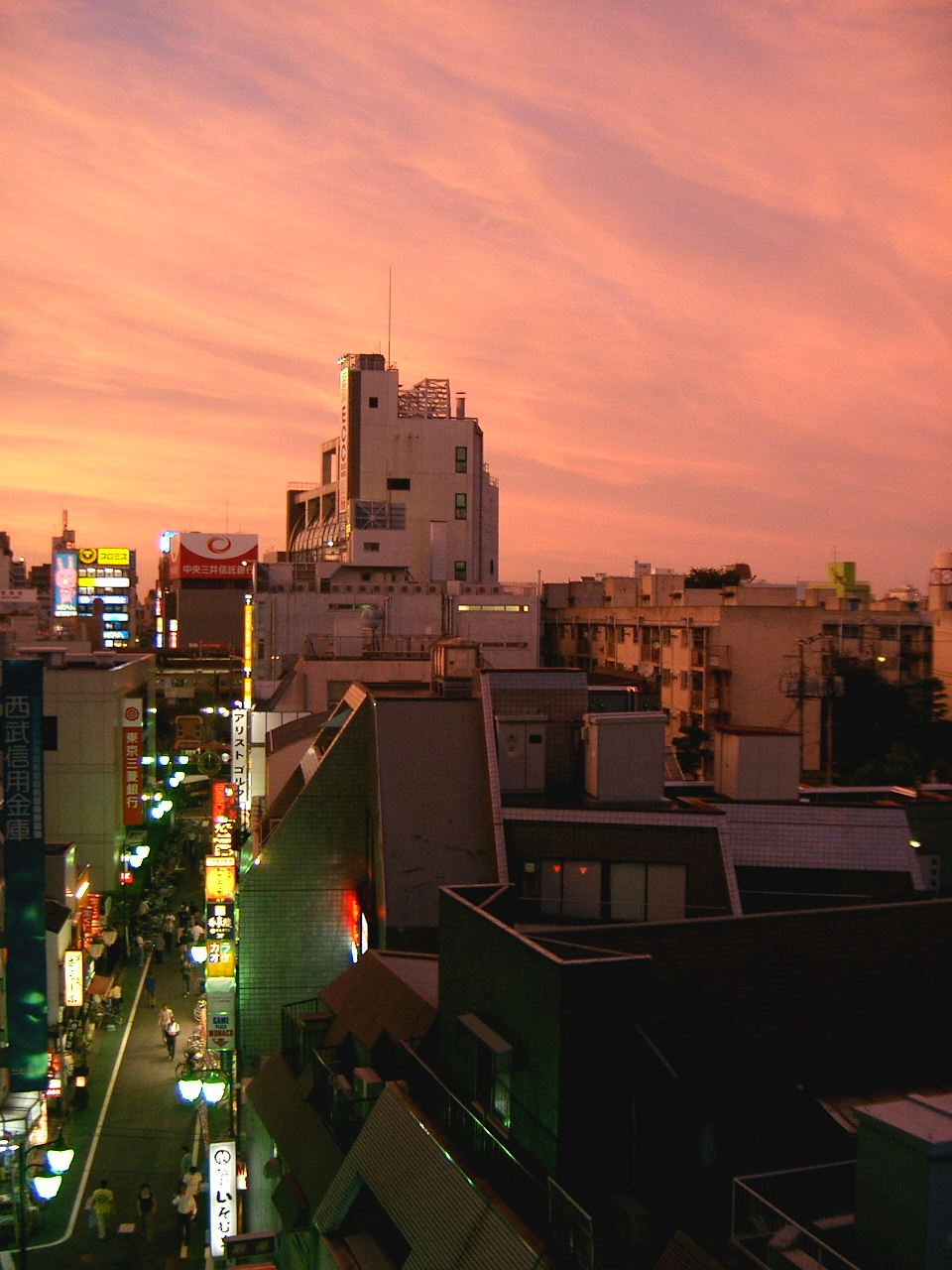
Vespre a Nakano

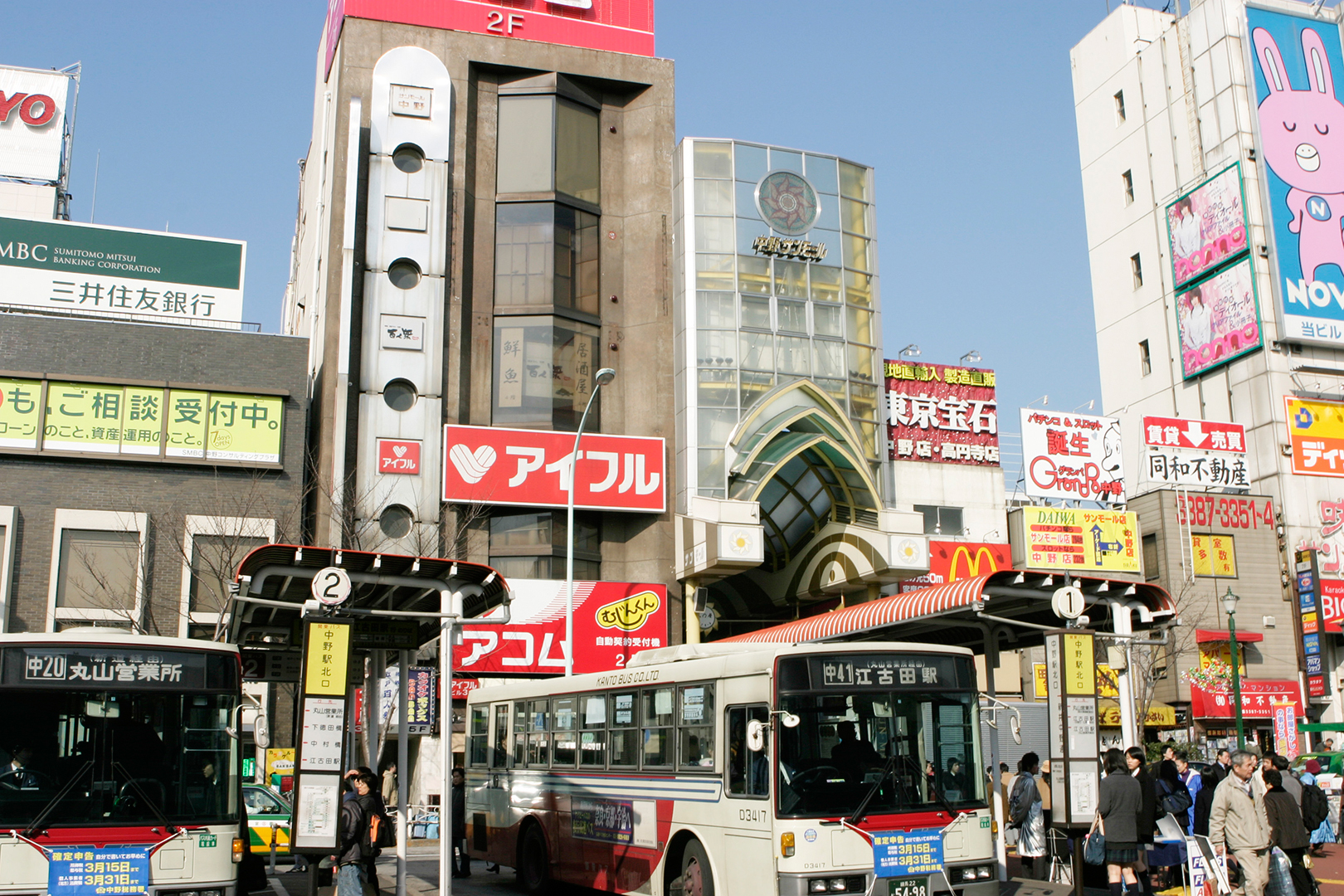
Plaça de l'estació de Nakano amb el Nakano Sunmall de fons

El districte especial de Nakano es troba localitzat a la part occidental de la regió dels 23 districtes, al centre-est de Tòquio.
Nakano està geogràficament situada a l'altiplà de Musashino. Per Nakano passen els rius Kanda, Myōshōji, Zenpukuji, Egota, el canal d'Aratama i l'aqüeducte de Senkawa.
El terme municipal de Nakano limita amb els de Nerima al nord; amb Shinjuku i Toshima a l'est; amb Shibuya al sud i amb Suginami a l'oest.

### Barris
Els barris de Nakano són els següents:
- Arai (新井)
- Egota (江古田)
- Ehara-chō (江原町)
- Kami-Saginomiya (上鷺宮)
- Kami-Takada (上高田)
- Saginomiya (鷺宮)
- Shirasagi (白鷺)
- Chūō (中央)
- Nakano (中野)
- Numabukuro (沼袋)
- Nogata (野方)
- Higashi-Nakano (東中野)
- Honchō (本町)
- Matsugaoka (松が丘)
- Maruyama (丸山)
- Minami-dai (南台)
- Yamato-chō (大和町)
- Yayoi-chō (弥生町)
- Wakamiya (若宮)

## Història

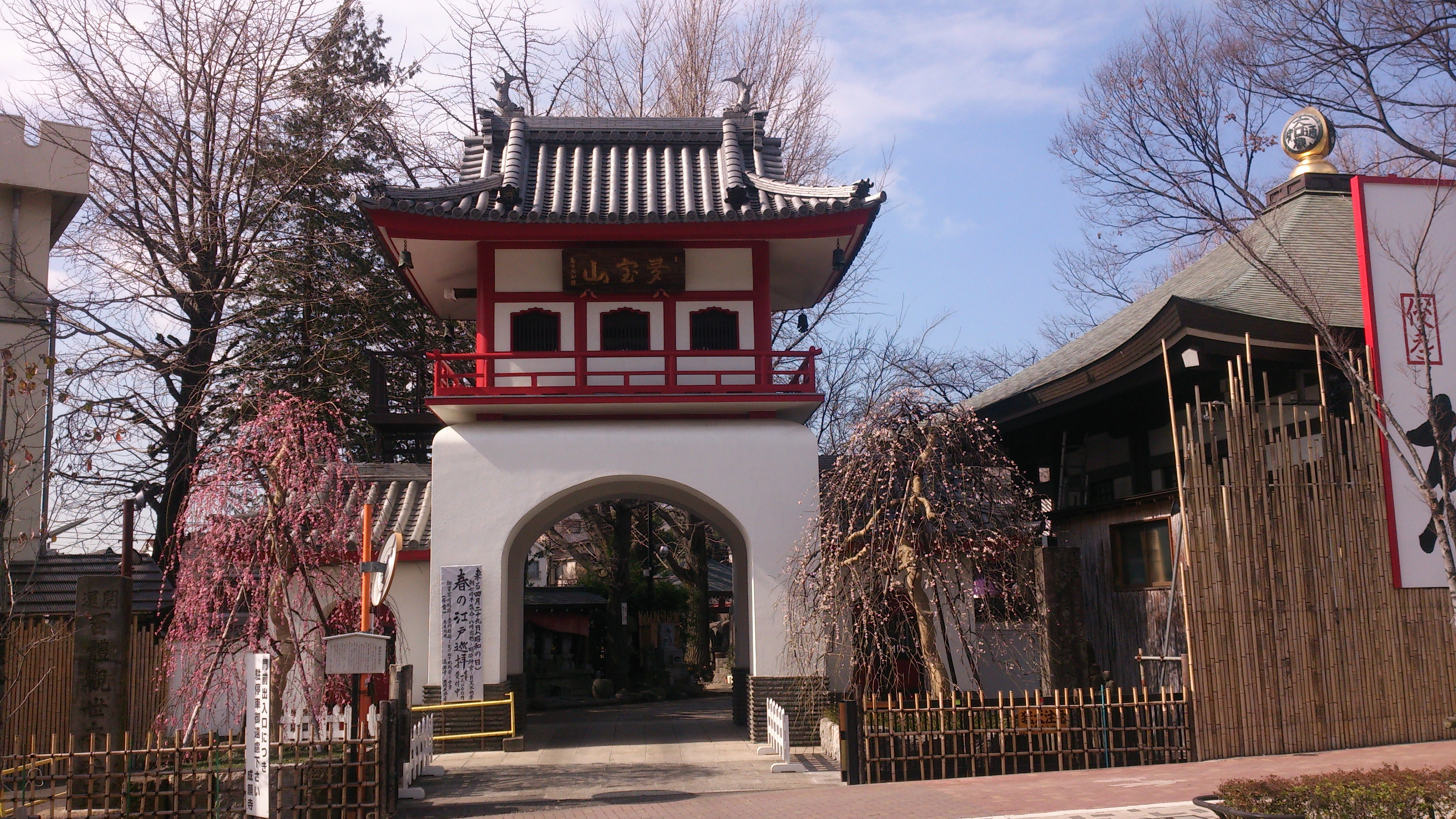
El temple de Jōgan, el més antic de Nakano

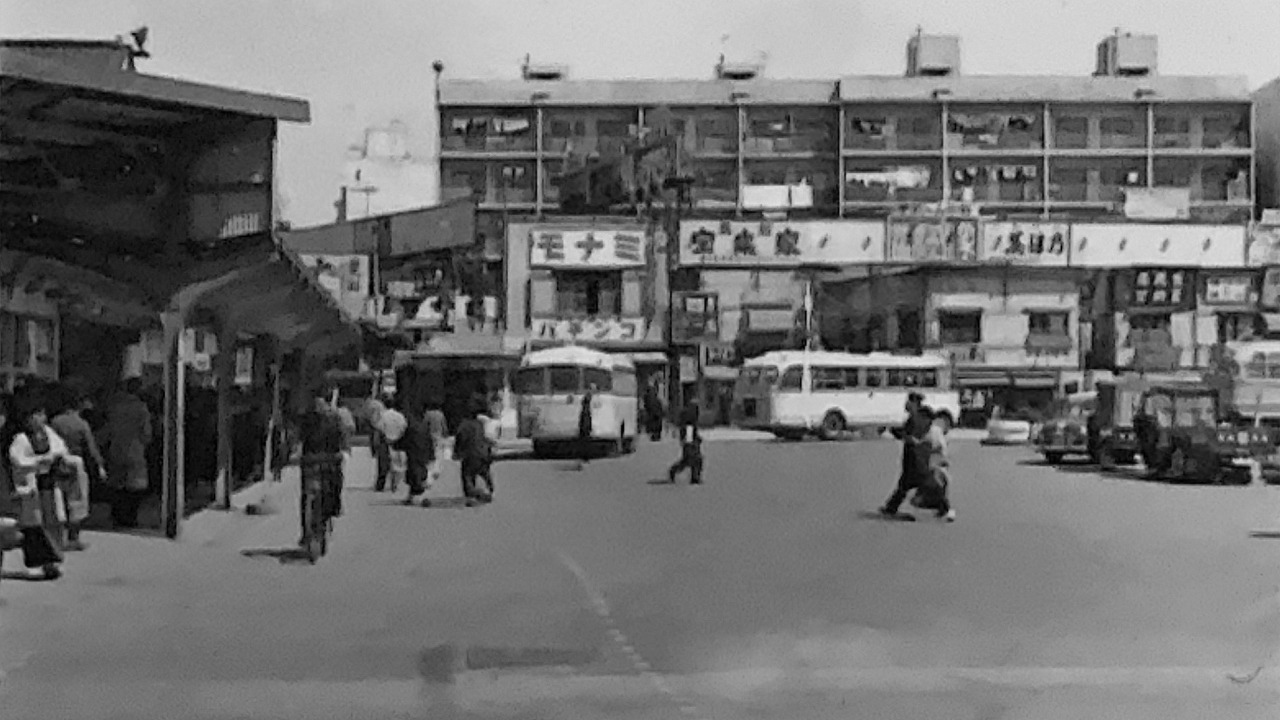
L'estació de Nakano a la dècada del 1950

Des de, com a poc, el període Kamakura fins a la fi del període Edo, la zona que avui es coneix com a Nakano estigué formada per diversos llogarets del ja desaparegut districte de Higashi-Tama, a l'antiga província de Musashi. La zona començà a ser coneguda com a Nakano al segle xv. Després de la restauració Meiji, els diversos llogarets foren reorganitzats, sota la nova llei de municipis, en una sèrie de pobles que a finals de segle acabarien integrats als pobles de Nakano i Nogata. Entre els anys 1869 i 1871 la zona formà part de la ja dissolta prefectura de Shinagawa, per a després passar a formar part de l'antiga prefectura de Tòquio.
L'1 d'octubre de 1932, fins aleshores part del districte de Toyotama, les viles de Nakano i Nogata foren absorbides per la ja desapareguda ciutat de Tòquio. Ja com a part de la ciutat, el terreny es constituí en el districte urbà de Nakano, depenent de l'ajuntament. Quan l'1 de juliol de 1943 la ciutat i prefectura de Tòquio es fussionaren en l'actual Tòquio, Nakano passà a ser una mena de municipi semiindependent sota el control directe del nou Govern Metropolità de Tòquio.
Ja després de la Segona Guerra Mundial i sota la nova llei d'autonomia local, el 3 de maig de 1947 es creà l'actual Nakano, sota la denominació legal de districte especial. L'any 1961 el Metro de Tòquio arriba a Nakano i el 1973 s'inaugura un dels símbols més coneguts, el Nakano Sunplaza. Des de l'any 2001 els districtes especials de Tòquio tenen consideració de municipis.

## Administració

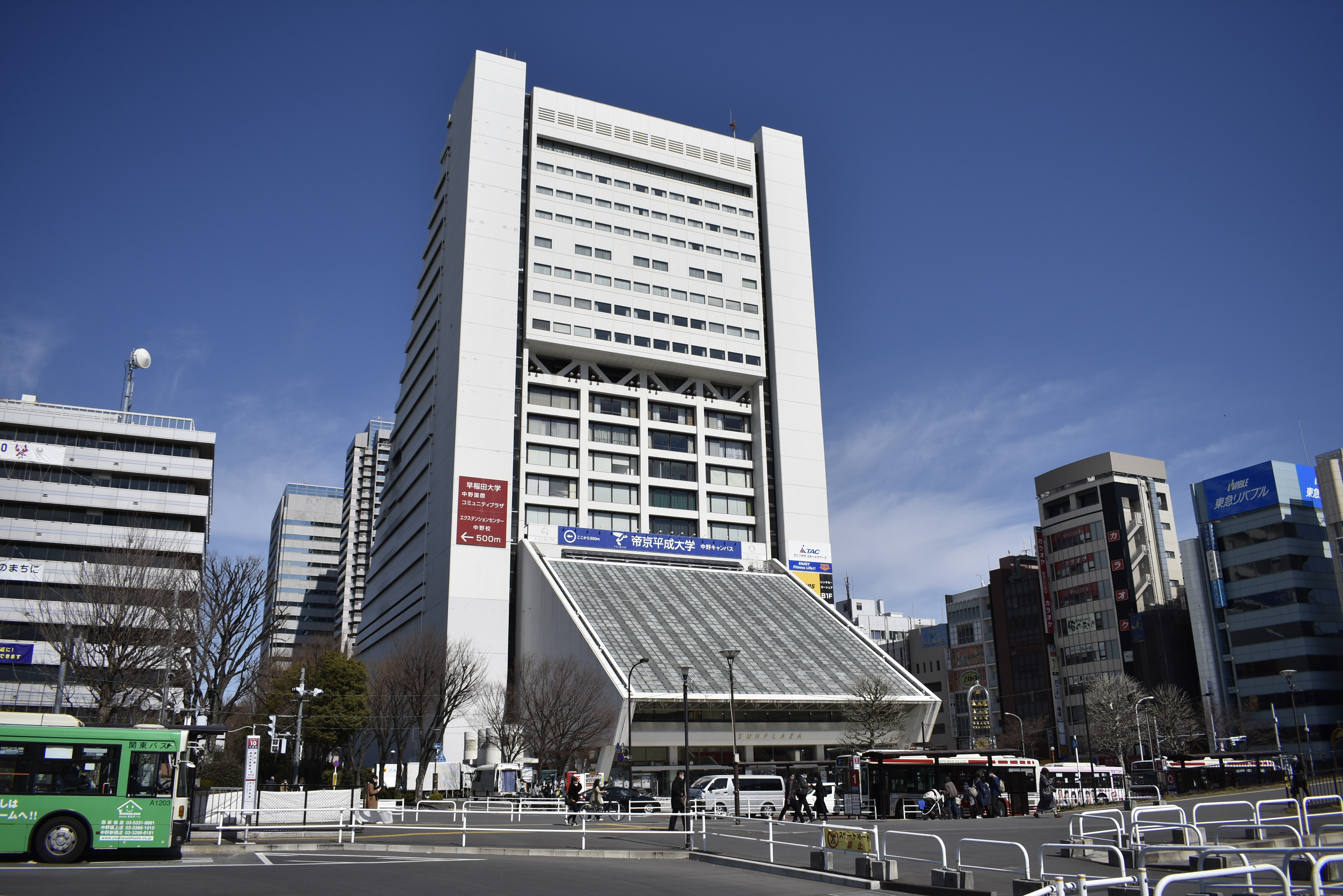
El Nakano Sunplaza amb l'ajuntament a la dreta

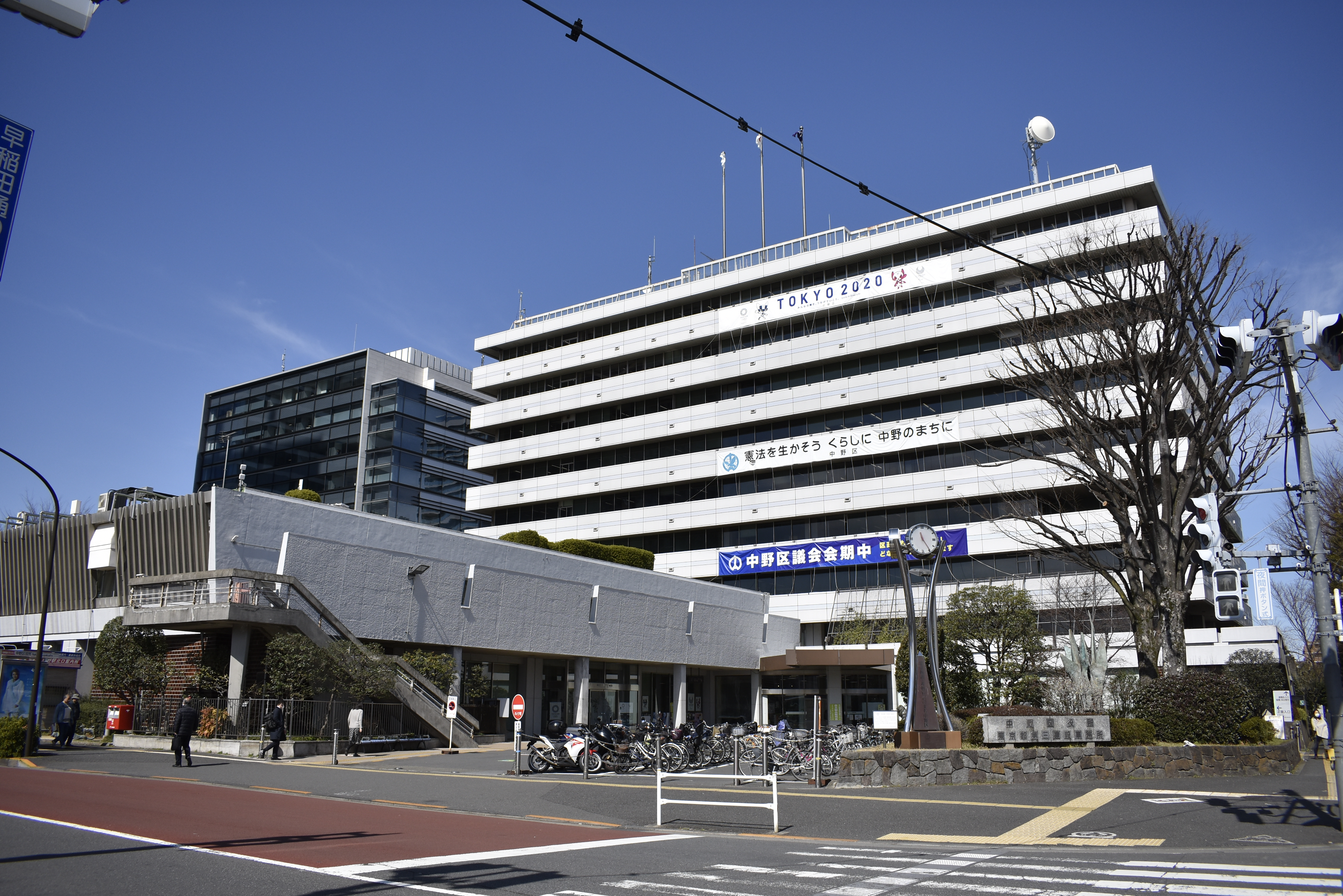
Ajuntament de Nakano

### Alcaldes
A continuació es presenta una relació dels alcaldes de Nakano:
- Sugizō Sugi (1932-1933)
- Tomisaburō Nonaka (1933-1936)
- Morimichi Katō (1936-1937)
- Masamori Fukushima (1937-1938)
- Sukenoboru Saitō (1938-1942)
- Masao Okishio (1942-1943)
- Shigeaki Tomita (1943-1944)
- Takazō Yamaguchi (1944-1945)
- Gorō Minagawa (1945-1963)
- Teruichi Kamiyama (1963-1971)
- Shōji Ōuchi (1971-1979)
- Yoshimichi Aoyama (1979-1986)
- Kōichi Kōyama (1986-2002)
- Daisuke Tanaka (2002-2018)
- Naoto Sakai (2018-present)

### Assemblea
| Assemblea de Nakano (2019-2023) | Assemblea de Nakano (2019-2023) | Assemblea de Nakano (2019-2023) | Assemblea de Nakano (2019-2023) |
| P: Kazuhisa Uchikawa (PLD)      | P: Kazuhisa Uchikawa (PLD)      | V: Takuya Sakai (PDC)           | V: Takuya Sakai (PDC)           |
| Grups polítics                  | Grups polítics                  | Grups polítics                  | Regidors                        |
| ------------------------------- | ------------------------------- | ------------------------------- | ------------------------------- |
|                                 | PDC (8) Ind (1)                 | PDC                             | 9 / 41                          |
|                                 | Partit Liberal Democràtic       | PLD                             | 8 / 41                          |
|                                 | Kōmeitō                         | KMT                             | 8 / 41                          |
|                                 | Independents                    | Ind                             | 7 / 41                          |
|                                 | Partit Comunista del Japó       | PCJ                             | 6 / 41                          |
|                                 | Els Toquiòtes Primer            | ET1                             | 2 / 41                          |
|                                 | Partit Anti NHK                 | NHK                             | 1 / 41                          |

## Demografia

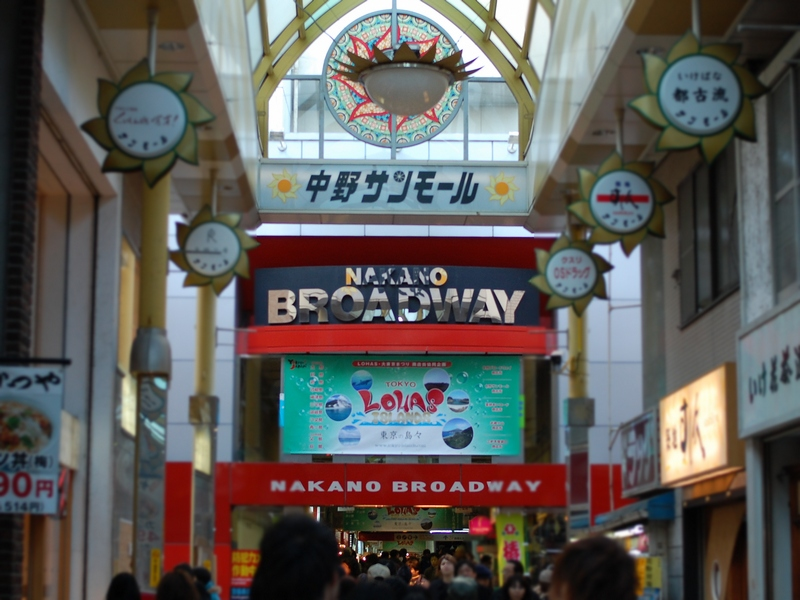
Entrada a Nakano Broadway des de Nakano Sunmall

| 1920    | 1930    | 1940    | 1950    | 1960    | 1970    | 1980    |
| ------- | ------- | ------- | ------- | ------- | ------- | ------- |
| 29.198  | 134.098 | 214.117 | 213.461 | 351.360 | 378.723 | 345.733 |
| 1990    | 2000    | 2010    | 2020    | 2030    | 2040    | 2050    |
| 319.687 | 309.526 | 314.900 | 341.014 | -       | -       | -       |

## Transport

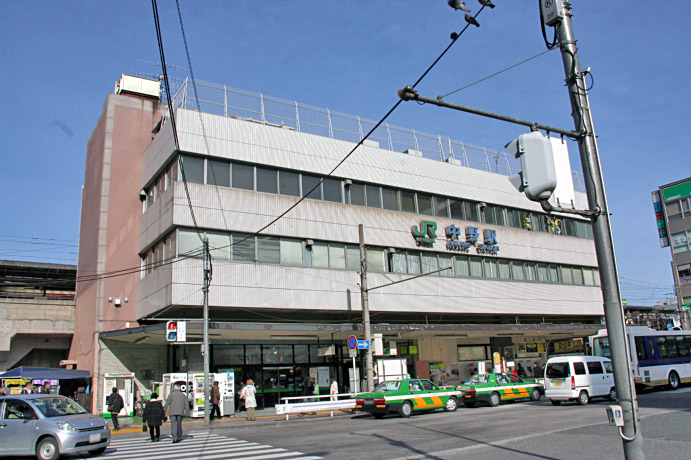
Estació de Nakano

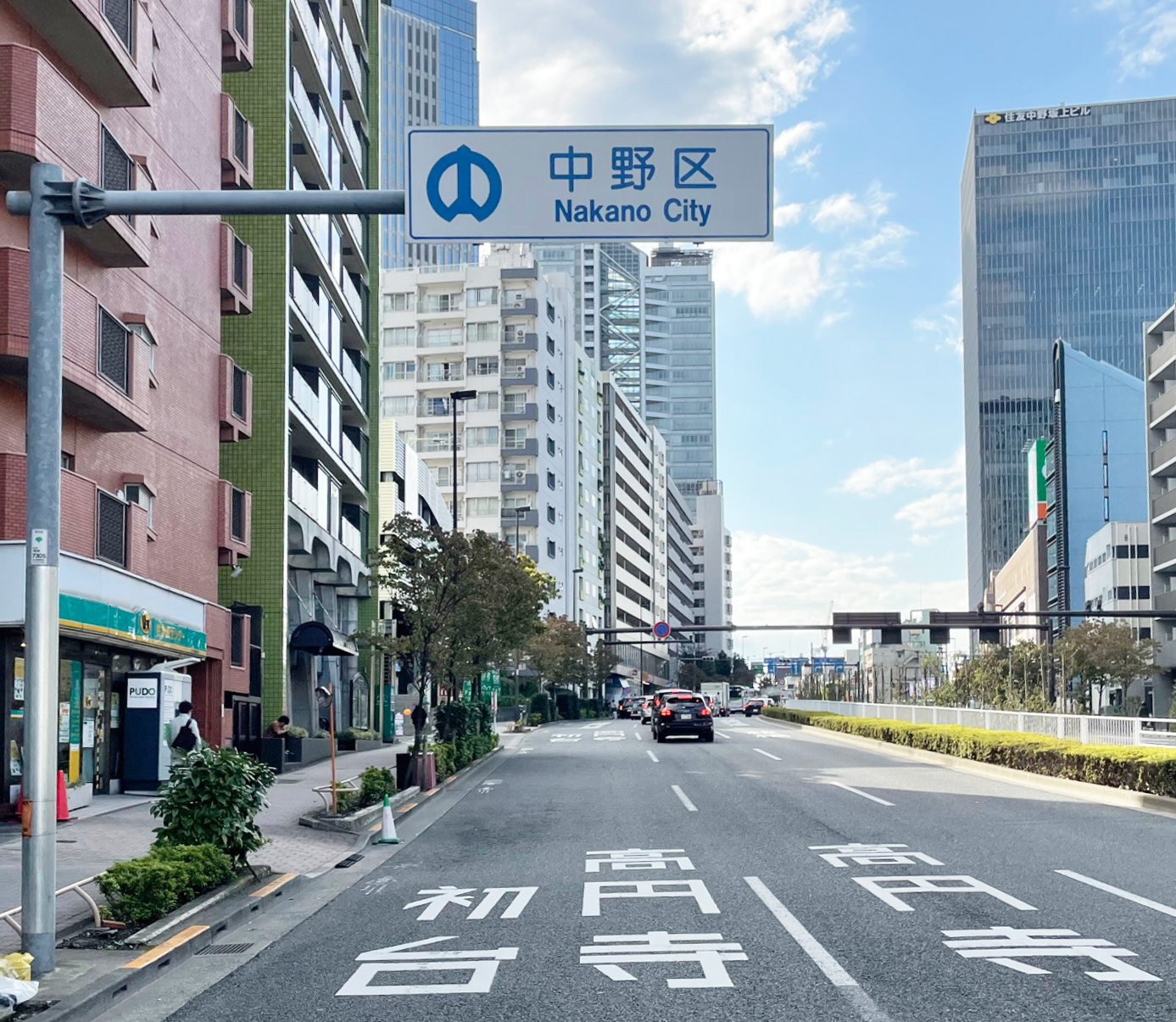
Senyal fronterer a la via

### Ferrocarril
- Companyia de Ferrocarrils del Japó Oriental (JR East)
  - Higashi-Nakano - Nakano
- Metro de Tòquio
  - Shin-Nakano - Nakano-sakaue - Nakano-Fujimichō - Nakano-shinbashi - Nakano
- Metro Públic de Tòquio (TOEI)
  - Nakano-sakaue - Higashi-Nakano - Shin-Egota
- Ferrocarril de Musashi Occidental (Seibu)
  - Arai-yakushi-mae - Numabukuro - Nogata - Toritsu-Kasei - Saginomiya

### Carretera
- Autopista metropolitana de Tòquio
- TK/ST-4 - TK-8 - TK-14 - TK/ST-25 - TK-317 - TK-318 - TK-420 - TK-427 - TK-433 - TK-439 - TK-440

## Agermanaments
- Tamura, prefectura de Fukushima, Japó. (1 d'octubre de 1982)
- Xicheng, Pequín, RPX. (5 de setembre de 1986)
- Yangcheon, Seül, Corea del Sud. (8 de novembre de 2010)
- Minakami, prefectura de Gunma, Japó. (18 de setembre de 2012)
- Aomori, prefectura d'Aomori, Japó. (9 d'abril de 2014)